# Callimaco Zambianchi
Pour l’article homonyme, voir Kiko Zambianchi.
Callimaco Zambianchi (né le 30 décembre 1811 à Forlì et mort le 12 février 1862 à Córdoba, en Argentine) est un patriote de l'Unité italienne.

## Biographie
Callimaco Zambianchi est obligé d'abandonner l'Italie et de se réfugier en France après la découverte de son implication dans les émeutes révolutionnaires qui se déroulent en Romagne entre 1831 et 1832. Il s'exile en France de 1832 à 1843, années pendant lesquelles il se rapproche progressivement et partage les idéaux de Giuseppe Garibaldi.
Il quitte la France pour Montevideo avec l'intention de rejoindre Garibaldi. Il combat à ses côtés après avoir rejoint la légion italienne, fondée par Garibaldi, lequel, après la bataille de San Antonio (8 février 1846), le nomme officier.
Callimaco Zambianchi se trouve encore sous les ordres de Garibaldi lors de la campagne de Lombardie de 1848, se distinguant lors de la défense de la République romaine en 1849. Au cours de la retraite vers Saint-Marin, il est blessé.
Rétabli, il repart pour le Royaume-Uni, puis l'Argentine, où il fonde en 1858 à Buenos Aires l'Union et la bienveillance, une institution caritative, pour la santé et l'éducation des émigrants.
En 1859, il adresse une proclamation à tous les Italiens d'Argentine afin de rentrer et prendre les armes pour l'unité de l'Italie.
Au début de 1860, il est à Gênes avec Garibaldi. Au cours de l'expédition des Mille, Zambianchi rejoint Garibaldi, qui lui confie le commandement d'une unité qui, débarquée à Talamone, tente sans succès la diversion qui aurait dû provoquer un soulèvement dans le États pontificaux. Il est arrêté sur ordre du Camillo Cavour, qui craint une rupture des relations avec la France qui est l'alliée des États pontificaux. Il est détenu en prison sans procès jusqu'à la bataille de Castelfidardo.
Libéré en 1861, il rejoint Londres, puis retourne en Argentine où il meurt, alors colonel dans l'armée, peu après la victoire de son ami Bartolomé Mitre et la proclamation de l'indépendance de l'Argentine.

## Sources
- (it) Cet article est partiellement ou en totalité issu de l’article de Wikipédia en italien intitulé « Callimaco Zambianchi » (voir la liste des auteurs).